# Lubelski
Lubelski là một huyện thuộc tỉnh Lubelskie của Ba Lan. Huyện có diện tích 1680 km². Đến ngày 1 tháng 1 năm 2011, dân số của huyện là 145826 người và mật độ 87 người/km².